# Comté de Perkins (Nebraska)
Pour les articles homonymes, voir Comté de Perkins et Perkins.
Le comté de Perkins est un comté de l'État du Nebraska, aux États-Unis. Son siège est la ville de Grant.